# Federazione dei pianeti uniti
La Federazione dei Pianeti Uniti, o Federazione Unita dei Pianeti o più semplicemente la Federazione (in inglese United Federation of Planets), è un'organizzazione immaginaria dell'universo fantascientifico di Star Trek, creata da Gene Roddenberry e presente già nel primo episodio della serie originale Trappola umana.
La Federazione è una repubblica federale interplanetaria formata da governi planetari, i quali hanno accettato di unirsi in semi-autonomia sotto un singolo governo centrale, basato su principi di libertà, diritti ed eguaglianza. Lo scopo della Federazione è la condivisione delle tecnologie e delle risorse in una cooperazione pacifica, oltre allo sviluppo scientifico, all'esplorazione spaziale e alla difesa comune.
Un braccio operativo della Federazione è la Flotta Stellare, i cui compiti sono di tipo esplorativo, scientifico, diplomatico e difensivo, mentre il braccio d'Intelligence è la Sezione 31.

## Storia della Federazione
La Federazione venne fondata a San Francisco, sulla Terra, nel 2161. I semi di questa organizzazione furono gettati durante la Crisi di Babel, nel 2154, durante la quale venne formata una alleanza temporanea per fermare la minaccia dei Romulani. La pericolosità di tale minaccia spinse Umani, Vulcaniani, Andoriani e Tellariti a fondare la Federazione. Nel gennaio 2155, queste quattro specie, assieme ad altre tra cui Denobulani, Rigelliani e Coridani, cominciarono a discutere ciò che poi sarebbe diventato il precursore della Federazione: la Coalizione di Pianeti. La Guerra tra Umani e Romulani, che scoppiò nel 2156 e che fu vinta dai primi, alleati con Vulcaniani, Andoriani e Tellariti nel 2160, precedette la fondazione della Federazione, la quale ebbe luogo a San Francisco l'anno seguente, alla presenza dei dignitari di questi quattro pianeti.
Anche se le intenzioni della Federazione sono pacifiche, attorno ad essa vi sono potenze molto più belligeranti come l'Impero Klingon e quello Romulano. Con la sua espansione, ammettendo mondi dopo mondi, la Federazione entrò in conflitto con queste potenze. Nel XXIII secolo, il suo avversario principale è l'Impero Klingon con cui vi furono diverse scaramucce, tra cui un breve conflitto nel 2267, interrotto poi dall'intervento degli Organiani. Tuttavia, la tensione scemò con il finire del secolo, fino a scomparire dopo la Conferenza di Khitomer del 2293. La conferenza si concluse con gli Accordi di Khitomer che misero fine alle relazioni ostili in modo definitivo.
L'inizio del XXIV secolo, per la Federazione cominciò un periodo di esplorazione pacifica senza precedenti, non essendo più in conflitto con i Klingon. Tuttavia, le relazioni con i Romulani sono rimaste ostili, in una sorta di "guerra fredda". Circa a metà secolo vi furono dei conflitti minori, quando la Federazione prese contatti con Cardassiani, Talariani, Tholiani e Tzenkethi. In una linea temporale alternativa creata dalla sparizione della USS Enterprise-C in un tunnel temporale, la Federazione inizia una guerra con i Klingon che dura almeno fino al 2366, favorevole per i Klingon.
In seguito però, il periodo di pace cessa all'improvviso. Nel 2365, la Federazione incontra la sua peggior minaccia, la razza cibernetica dei Borg, una delle forze più potenti e distruttive della galassia intera, che invadono lo spazio della Federazione per due volte in un decennio.
Nel 2370, la Federazione prende contatto anche con il Dominio, la potenza predominante nel Quadrante Gamma. Dopo alcune schermaglie ed eventi sfavorevoli ai Cardassiani, questi ultimi vengono incorporati nel Dominio che invade poi il Quadrante Alfa, dove si trova parte della Federazione. La forza unita del Dominio e di Cardassia si unisce anche alla razza introversa ma estremamente potente dei Breen. La guerra che ne seguì fu l'evento peggiore vissuto dalla Federazione, la quale dovette allearsi con Klingon e Romulani per riuscire a sconfiggere il Dominio. Nonostante questa alleanza si fosse dimostrata vincente, molti dei principali mondi della Federazione furono occupati dal Dominio prima che la loro offensiva fosse respinta, inclusi Betazed, Coridan e Benzar. Migliaia di vascelli della Flotta Stellare e milioni di vite furono perse in ciò che si rivelò essere, fino ad allora, il conflitto più sanguinoso nella storia della Federazione. L'offensiva più devastante e demoralizzante avvenne nel 2375, quando i Breen colpirono il cuore della Federazione con un attacco a sorpresa al Quartier Generale della Flotta Stellare sulla Terra.
Nonostante tutto, le conseguenze delle invasioni di Domino e Borg permisero alla Federazione di stabilire nuove relazioni con molti suoi vecchi avversari, in particolar modo con i Romulani. Nel 2379, vi fu una collaborazione tra l'equipaggio della USS Enterprise-E e le forze romulane per sconfiggere il Pretore Shinzon, le cui azioni avrebbero distrutto sia la Terra che l'Impero Stellare Romulano. Si sperò all'epoca che ciò avrebbe segnato l'inizio della fine delle ostilità tra Federazione e Romulani.
In almeno una versione del XXVI secolo, l'Impero Klingon e razze come gli Itheniti e gli Xindi si uniscono alla Federazione. Negli anni '50 della linea temporale originale, la Federazione realizza una strumentazione in grado di fermare l'invasione della galassia da parte dei Costruttori di sfere. Essi reagiscono cercando di impedire la formazione della Federazione stessa, manipolando gli Xindi affinché questi distruggano la Terra nel 2153. Il loro tentativo però risulta essere infruttuoso. Per il XXXI secolo, la Federazione sviluppa la capacità di viaggiare nel tempo ed entra in una Guerra Fredda Temporale, in cui il suo schieramento cerca di mantenere l'integrità della storia.
Nel XXXI secolo, tra il 3060 e il 3080, un evento noto come il "Grande Fuoco" (The Burn), provoca l'esplosione della maggior parte del dilitio della galassia. Questo evento porta al collasso della Federazione. 
Nel 3188, anno dell'arrivo di Michael Burnham nel 32º secolo, la Federazione è ormai un lontano ricordo, anche se esistono ancora delle persone chiamate "True Believers" che credono in essa e nei suoi valori. Una delle conseguenze della scomparsa delle Federazione è che nessuno fa più rispettare la legge sulle specie protette, portando specie come gli ipnovermi sull'orlo dell'estinzione..
Nel 3189, anno dell'arrivo della USS Discovery, la Federazione annette la Catena Smeraldo, una cooperazione di andoriani e orioniani dedita solamente al commercio, ponendo fine al governo tirannico di Osyraa.

## Posizione e dimensione

Il territorio della Federazione

La posizione della Federazione è approssimativamente a trentamila anni luce dal centro galattico. La Terra, pianeta capitale della Federazione, si trova nel Quadrante Alfa, a meno di novanta anni luce dal Quadrante Beta.
Per il 2373, il territorio della Federazione si estendeva per 8000 anni luce, con più di centocinquanta membri. Le potenze principali vicine sono l'Impero Klingon, l'Impero Stellare Romulano, l'Unione Cardassiana e l'Alleanza Ferengi. Altre potenze minori prossime alla Federazione sono la Prima Federazione, la Corporazione Sheliak, i Son'a, i Talariani, i Tzenkethi, l'Assemblea Tholiana, la Confederazione Breen e gli Xindi.
Nel 2377 e 2378, la posizione della Federazione viene rappresentata in una mappa della Via Lattea, che è possibile vedere a bordo della USS Voyager. Nella cartina, la Federazione è posizionata sul Braccio di Orione, sul confine tra i Quadranti Alfa e Beta.

## Governo
Il Governo della Federazione è strutturata come quello di una repubblica rappresentativa, la cui capitale si trova sulla Terra.

### Potere esecutivo
Il braccio esecutivo della Federazione è responsabile per la gestione quotidiana della Federazione, guidato dal Presidente della Federazione, che viene eletto democraticamente. Il Presidente della Federazione, il cui ufficio si trova a Parigi, agisce sia come capo di Stato che come capo del governo; in quest'ultimo ruolo, il Presidente determina la maggior parte della politica estera della Federazione, gestisce i vari budget ed è il comandante supremo delle forze militari della Federazione. Il Presidente guida il Gabinetto Federale, uno speciale comitato esecutivo il cui scopo è supportarlo nei suoi compiti.

### Potere legislativo
Il Consiglio Federale è il corpo legislativo monocamerale della Federazione. Composto da rappresentanti dai diversi mondi, il Consiglio detiene il potere di creare, emendare e ratificare le leggi della Federazione. Il Consiglio Federale possiede anche una grande influenza sulle operazioni della Flotta Stellare. A volte agisce come corpo giuridico in alcuni casi di corte marziale, oppure consegna ordini operativi alla Flotta stessa. Possiede inoltre una certa influenza sulle decisioni di politica estera della Federazione e la sua sede si trova a San Francisco.

### Potere giudiziario
Il ramo giudiziario è il braccio del governo responsabile delle dispute legali. Consiste di una gerarchia di corti, il cui apice è la Corte Suprema Federale. Le corti federali a volte richiedono a dei cittadini di prendere delle decisioni, ossia ai giurati. Il Grand Jury Federale ascolta i testimoni come parte delle investigazioni criminali, mentre la Giuria Speciale Federale si occupa di crimini di guerra. A fianco delle corti civili, la Flotta Stellare possiede il suo sistema di corti marziali.

### Legge federale
I principi legislativi e politici fondamentali della Federazione derivano da due importanti documenti:
- La Carta della Federazione Unita dei Pianeti è il documento ratificato dai membri fondatori della Federazione nel 2161. Ogni discriminazione di casta viene proibita da questa Carta[9] DS9: I due emissari; ENT: Ora zero,[11].
- La Costituzione della Federazione Unita dei Pianeti incorpora una serie di diritti elencati a cui ogni essere senziente è soggetto, come avente diritto, comunemente chiamati Garanzie. Citandone alcune, la Settima Garanzia della Costituzione Federale protegge gli individui dall'auto-incriminazione, mentre la Dodicesima Garanzia protegge i diritti degli artisti (TNG: Giustizia sommaria, La donna perfetta; VOY: L'autore, l'autore!).

## Esplorazione e difesa
La Flotta Stellare è l'organo di difesa ed esplorazione dello spazio profondo al servizio della Federazione dei Pianeti Uniti. Le sue funzioni principali sono accrescere la conoscenza della Federazione riguardo alla galassia, l'avanzamento scientifico e tecnologico della Federazione e la difesa di quest'ultima. In aggiunta, gioca un ruolo significativo nella diplomazia, per esempio trasportando ambasciatori in missioni diplomatiche. A causa del suo mandato, il personale della Flotta Stellare frequentemente entra in contatto con culture e specie senzienti la cui esistenza era prima sconosciuta alla Federazione e, in tali casi, gli ufficiali della flotta agiscono come rappresentanti ufficiali della Federazione stessa (TNG: L'ultimo avamposto; Babel).

## Economia
Alla fondazione della Federazione nel XXII secolo, il capitalismo non è più il principale sistema economico terrestre. Secondo Tom Paris, è più o meno in quell'epoca che "il denaro ha seguito la via dei dinosauri" (VOY: Frontiera oscura), mentre Jean-Luc Picard spiega che "l'economia del futuro è piuttosto diversa: il denaro non esiste nel XXIV secolo, l'acquisizione della ricchezza non è più la forza motrice delle nostre vite. Noi lavoriamo per migliorare noi stessi e il resto dell'umanità".
In base alla Nuova Economia Mondiale, i beni materiali e il denaro non esistono più e l'umanità è uscita dalla sua infanzia. La gente non è più ossessionata con l'accumulazione delle cose materiali, ha eliminato con successo la fame e il bisogno del possesso. La sfida e la forza motrice sono ora l'auto-miglioramento, l'auto-arricchimento (non materiale) e il miglioramento in generale dell'umanità; TNG: La zona neutrale, Tunnel conteso, Un mistero dal passato (seconda parte),.
Anche se la maggior parte di beni e servizi vengono dati dalla Federazione, alcuni oggetti o servizi di lusso possono essere ottenuti, almeno nel XXIV secolo usando Crediti Federali; la Federazione inoltre continua a commerciare con altre culture la cui economia si basa sull'utilizzo del denaro e ad alcune imprese di altre razze, come i Ferengi, viene permesso di lavorare su basi stellari della Federazione come la Deep Space Nine (TNG: Incontro a Farpoint, Tunnel conteso; VOY: Dall'altra parte dell'universo; DS9: La figurina, Chi piange per Morn?).

## Ammissione alla Federazione
L'ammissione nella Federazione avviene sia per invito che per desiderio della civiltà straniera. Nel secondo caso, l'ammissione avviene solo dopo il soddisfacimento di determinati requisiti. Prima di tutto, il governo del potenziale nuovo membro sottoscrive una petizione ufficiale al Consiglio Federale, sottolineando il suo desiderio di unirsi alla Federazione, e a questa segue una lunga investigazione sulla cultura del futuro membro. Questa investigazione può durare diversi anni, il cui scopo è accertarsi che la cultura del candidato membro condivida o meno i valori della Federazione, ossia benevolenza, coesistenza pacifica e cooperazione, il rispetto della legge e giustizia e diritti equi.
Prima di accedere all'investigazione, il candidato membro deve rispettare i seguenti requisiti:
- Deve avere un "avanzato livello tecnologico". Per la Federazione, con ciò si intende la capacità di viaggiare più veloce della luce[54][41].
- Il suo governo dovrebbe aver raggiunto l'unità politica planetaria in modo stabile, dimostrando di aver risolto le differenze politiche e sociali e di rispettare i diritti individuali. L'ammissione viene anche considerata anche se vi fosse una fazione isolata nel pianeta che non desidera entrare nella Federazione, ma questo è un caso raro[55][53].
- Non devono essere praticate forme di discriminazione di casta[56].

Ogni nuovo membro deve seguire il medesimo processo di ammissione, il quale include una propria specifica sequenza temporale. A metà del 2372, il Primo Ministro bajorano Shakaar Edon negoziò con successo l'adesione al processo di ammissione per Bajor, il quale in questo caso sarebbe durato metà del tempo medio. Circa un anno dopo, infatti, la petizione venne accolta e Bajor divenne un membro della Federazione.
Se essi lo desiderano, ai membri è concesso lasciare la Federazione.

### Membri della Federazione
Fondatori
Andoriani, Umani, Tellariti, Vulcaniani.
Membri del consiglio
Oltre ai quattro fondatori: Arcadiani, Ariolo, Bzzit Khaht, Caitiani, Deltani, Efrosiani, Grazeriti, Kasheeta, Medusani, Rhaandariti, Xelatiani, Zaraniti.
Altri membri
Algoliani, Androsani, Antedeani, Anticani, nativi di Antos, Arbazani, Arturiani, Ardaniani, Argeliani, Arkeniti, Atreani, Bandi, Benziti, Berelliani, Berengariani, Betazoidi, Betelgeusiani, Boliani, Binari, Centauriani, Coridani, Cygnetiani, Denobulani, El Gatarkani, Elaysiani, Halii, K'normiani, Kalandrani, Kazariti, Kelpiani, Klaestroniani, Ktariani, Mazariti, Megariti, Napeani, Noviani, Orioniani, Nativi di Peliar Zel, Ramatiani, Rigelliani, Sauriani, Selay, Shamin, Tesseni, Tiburiti, Trill, Ulliani, Zakdorn, Zaldan.

### Inno della Federazione
Nell'episodio di Star Trek: Deep Space Nine dal titolo La partita si può ascoltare l'inno della Federazione. Tale inno è stato composto da David Bell.

## Idee degli autori e visione del pubblico
Nella serie originale, la Federazione viene rappresentata come un gruppo unito di razze, con i propri punti di forza e debolezza. Lo scrittore di molti episodi, Robert Hewitt Wolfe, ritenne che Gene Roddenberry volesse mostrare che, in tempi di crisi, le persone possono diventare reazionarie e che ciò non è necessariamente una cosa buona". Quando fu pensata Star Trek: Enterprise, si decise che la serie avrebbe mostrato quali eventi avessero portato alla nascita della Federazione e come cambiarono le cose una volta creata. Quando Manny Coto iniziò a lavorare alla quarta stagione della serie, decise di focalizzarsi sulla formazione dell'organizzazione, chi erano i componenti originari e cosa li spinse a creare questa alleanza interplanetaria.
L'universo di Star Trek, di per sé, ha una visione positiva del futuro della Terra: su essa nacque la Federazione dei Pianeti Uniti, la cui flotta è impegnata in missioni umanitarie e di mantenimento della pace. Venne pensata per essere un veicolo attraverso cui lo spettatore potesse esplorare gli ideali di pace, progresso e tolleranza, tipici della società americana prima della guerra in Vietnam e dello scandalo Watergate.
Nella serie Star Trek: The Next Generation si deduce come la Federazione sia impostata con sistema simile al socialismo, dove ciascun individuo dà secondo le proprie capacità e riceve secondo le proprie necessità. Questa sorta di socialismo e la visione ottimistica della Federazione si basano sul miglioramento tecnologico, che permette di eliminare il concetto di produzione di massa e razionamento dei beni. Vi sono discussioni tra i fan riguardo alla possibilità che l'economia della Federazione sia effettivamente un'economia della post-scarsità, dove ognuno può usare i replicatori per ricevere i beni di consumo necessari, anche se rimangono caratteristiche capitalistiche come la proprietà privata di terreni. Un'altra discussione, al 10º New York Comic Con, evidenzia come se la società vive più di servizi che di beni e i replicatori risolvono il problema dei beni, ciò significa che comunque la gente è costretta a lavorare per fornire i servizi.